# Szent Emiliána
Szent Emiliána (? – 560 körül) szentként tisztelt középkori szűz.
I. Gergely pápa nagynénje volt, aki szűz nőként folytatott kegyes életet. Halála előtt 1 nappal – innen ünnepe, január 5. – jóval korábban elhunyt nővére, Tarsilla állítólag megjelent neki, és kinyilatkoztatta, hogy Vízkereszt ünnepét már közösen fogják tölteni a Mennyországban.